# Бжозово (Вармінсько-Мазурське воєводство)
Бжозово (пол. Brzozowo, нім. Brosowen) — село в Польщі, у гміні Венґожево Венґожевського повіту Вармінсько-Мазурського воєводства.
Населення — 102 особи (2011).
У 1975-1998 роках село належало до Сувальського воєводства.

## Демографія
Демографічна структура станом на 31 березня 2011 року:
|          | Загалом | Допрацездатний вік | Працездатний вік | Постпрацездатний вік |
| -------- | ------- | ------------------ | ---------------- | -------------------- |
| Чоловіки | 56      | 7                  | 36               | 13                   |
| Жінки    | 46      | 6                  | 24               | 16                   |
| Разом    | 102     | 13                 | 60               | 29                   |